# Duane Gish
Duane Gish (White City, 17 febbraio 1921 – 5 marzo 2013) è stato un biochimico statunitense e uno dei membri più in vista del movimento creazionista.
Gish è stato vice presidente dell'Institute for Creation Research (ICR) ed è stato autore di numerose pubblicazioni sul creazionismo scientifico.

## Biografia
Gish nacque a White City, Kansas, il più giovane di nove figli. Partecipò alla seconda guerra mondiale, raggiungendo il grado di capitano, e fu insignito con la Stella di Bronzo. Gish conseguì un Bachelor of Science presso la UCLA nel 1949 e un dottorato di ricerca in biochimica presso l'Università della California - Berkeley nel 1953. Ha lavorato come assistente ricercatore associato a Berkeley, e come assistente professore presso il Cornell University Medical College eseguendo ricerca biomedica e biochimica per diciotto anni. Nel 1960 cominciò a lavorare come ricercatore presso la Upjohn.

## Creazionismo
Gish è stato uno dei fondatori del moderno creazionismo scientifico. Fu autore di numerosi libri e articoli che sostengono il creazionismo. La sua opera più nota, Evolution: The fossils Say No!, pubblicata nel 1978, è stata ampiamente accettata dagli antievoluzionisti come un punto di riferimento e ha venduto più di 150 000 copie
Durante la sua carriera Gish si è confrontato molte volte con scienziati e intellettuali di visioni opposte alla sua come Michael Shermer e Massimo Pigliucci.
Il modo di argomentare di Gish ha dato il nome ad una tecnica di argomentazione e dibattito che si concentra sul travolgere gli interlocutori con il maggior numero di argomenti possibile, senza riguardo per l'accuratezza o la forza dei singoli argomenti, denominata Gish gallop.

## Pubblicazioni
- Bonnie Snellenberger, Gish, Duane T., D Dish e Earl Snellenberger, The Amazing Story of Creation: From Science and the Bible, Green forest, AR, Master Books, 1990, ISBN 0-89051-120-9.
- Hillestad, George M., Morris, Henry e Gish, Duane T., Creation: acts, facts, impacts, San Diego, Calif, ICR Pub. Co, 1974, ISBN 0-89051-020-2.
- D. Gish, Creation Scientists Answer Their Critics, El Cajon, Calif, Institute for Creation Research, 1993, ISBN 0-932766-28-5.
- Gish, Duane T., Creationist Research 1964-1988, Creation Research Society, 1988, ISBN 0-940384-06-X.
- Gish, Duane T., Dinosaurs: Those Terrible Lizards, Green forest, AR, Master Books, 1977, ISBN 0-89051-039-3.
- Gloria Clanin, Gish, Duane T., Earl Snellenberger e Bonita Snellenberger, Dinosaurs by Design, Green forest, AR, Master Books, 1992, ISBN 0-89051-165-9.
- Gish, Duane T., Evidence against evolution, Wheaton, Ill, Tyndale House Publishers, 1972, ISBN 0-8423-0790-7.
- Gish, Duane T.;, Have You Been... Brainwashed?, Seattle, WA, Life Messengers, 1974,  p. 48.
- Gish, Duane T., Evolution, the fossils say no!, San Diego, Calif, Creation-Life Publishers, 1986  [1979], ISBN 0-89051-057-1.
- Gish, Duane T., Evolution: the challenge of the fossil record, San Diego, Calif, Creation-Life Publishers, 1985, ISBN 0-89051-112-8.
- Gish, Duane T., Manipulating life, where does it stop?: Genetic engineering, Green forest, AR, Master Books, 1981, ISBN 0-89051-071-7.
- Gish, Duane T., Speculations and Experiments on the Origins of Life, New Leaf Pr, ISBN 0-89051-010-5.
- Gish, Duane T., Teaching Creation Science in Public Schools, El Cajon, Calif, Institute for Creation Research, 1995, ISBN 0-932766-36-6.
- Rohrer, Donald H. e Gish, Duane T., Up with creation!: ICR acts/facts/impacts, 1976-1977, San Diego, Calif, Creation-Life Publishers, 1978, ISBN 0-89051-048-2.
- Gish, Duane T., Evolution: The Fossils Still Say No!, Master Books, 1995,  p. 277, ISBN 0-89051-112-8.